# Illicium angustisepalum
Illicium angustisepalum är en tvåhjärtbladig växtart som beskrevs av Albert Charles Smith. Illicium angustisepalum ingår i släktet Illicium och familjen Schisandraceae. Inga underarter finns listade.